# 邱水平
邱 水平（きゅう すいへい、1962年6月6日 - ）は、中華人民共和国の官僚・政治家。江西省撫州専区南豊県出身。現職は中国共産党北京大学委員会書記。第13回全国人民代表大会山西地区代表。

## 経歴
1962年6月6日、江西省撫州専区南豊県で生まれる。1983年4月に中国共産党入党。1983年に北京大学法律系を卒業後、同年、江西大学法律系は教師になります。1988年北京大学にて法学理論で修士の学位取得。同年7月から北京大学法律系で教鞭を執っている。1990年9月、中国共産主義青年団北京大学委員会副書記に就任。1991年9月、書記に昇格。
1996年9月、北京市朝陽区人民政府区長助理（補佐官）に転出。翌年10月、副区長に就任。2003年4月、北京市投資促進局（北京市外商投資サービスセンター）局長、党委員会副書記に就任。2006年5月、北京市平谷区党委員会副書記、区長代行に転任。同年12月には同区区長を兼務する。2010年2月、北京市平谷区党委員会書記に昇格。2013年2月、中国共産党北京市委員会副秘書長、政法委常務副書記に任命。同年12月、市国家安全局党委員会書記を兼務。
2017年1月、山西省高級人民法院院長、党組書記に転出。
2018年10月、郝平の後任として、北京大学党委員会書記（副部長級）、校務委員会主任、教育基金理事長に任命された。